# El Lirial
El Lirial är en ort i Mexiko.   Den ligger i kommunen Misantla och delstaten Veracruz, i den sydöstra delen av landet, 240 km öster om huvudstaden Mexico City. El Lirial ligger 619 meter över havet och antalet invånare är 136.
Terrängen runt El Lirial är kuperad åt nordväst, men åt sydost är den bergig. Terrängen runt El Lirial sluttar norrut. Runt El Lirial är det ganska tätbefolkat, med 124 invånare per kvadratkilometer. Närmaste större samhälle är Misantla, 7,1 km nordost om El Lirial. Omgivningarna runt El Lirial är en mosaik av jordbruksmark och naturlig växtlighet.